# Coleocentrus heteropus
Coleocentrus heteropus là một loài tò vò trong họ Ichneumonidae.